# Maurizio Salvi
Maurizio Salvi (Genova, 23 agosto 1952) è un direttore d'orchestra, tastierista e compositore italiano.

## Biografia
Dopo aver completato gli studi di pianoforte e di composizione presso il Conservatorio Niccolò Paganini di Genova ha compiuto lavori come direttore del coro e maestro di sala.
Negli anni '70 inizia a collaborare con il complesso dei New Trolls, con il quale incide l'album Concerto grosso nelle vesti di tastierista (dirige l'orchestra Luis Enrique Bacalov), pur non apparendo nelle note di copertina del disco.
Successivamente, sempre con i New Trolls, prende parte al tour e alle sedute in sala di registrazione di singoli brani (Una storia) e album (Searching For a Land, Ut) nelle vesti sia di tastierista (pianoforte, organo Hammond) sia di coautore delle musiche.
Nel periodo di sfaldamento della band, intorno alla metà degli anni '70 partecipa come musicista e autore nella formazione denominata Ibis (una vera e propria "costola" dei New Trolls, che annovera tra i suoi componenti anche Nico Di Palo e Frank Laugelli oltre all'ex Atomic Rooster Rick Parnell). Inizialmente l'ensemble sfrutta esclusivamente i nomi anagrafici dei suoi componenti ("Nico, Gianni, Frank, Maurizio") pubblicando l'album Canti d'innocenza, canti d'esperienza. Con la medesima formazione, dopo aver adottato il nome "Ibis" (unica variante, la sostituzione del batterista Gianni Belleno con Rick Parnell) incide "Sun supreme" per poi abbandonare la band durante le fasi di registrazione del successivo album omonimo (Ibis) nel quale, in ogni caso, figura come coautore di un brano. Parallelamente, insieme ai componenti degli Ibis, prende parte al progetto parallelo Tritons, un ensemble che ripropone cover di Rolling Stones e altri complessi, opportunamente riarrangiate. 
Dopo queste esperienze, Maurizio Salvi abbandona l'attività di musicista rock per dedicarsi nuovamente ed esclusivamente alla sua carriera di musicista classico.
Fra le sue tournée come direttore d'orchestra, quelle del 1981 in Israele e del 1986 in Cina, con la collaborazione di Pavarotti. Nel 1981 ha costituito la "Ensemble orchestra" e il coro polifonico di voci bianche "Harmonia".
Alle soglie del 2000, insieme a Vittorio De Scalzi, e con una formazione denominata "Vittorio De Scalzi - La Storia dei New Trolls", riprende la sua attività di musicista rock, coniugandola stavolta a quella di direttore d'orchestra. Incide un album ("Concerto Grosso Live") e partecipa a una serie di fortunati tour all'estero (Giappone, Corea) nella doppia veste di tastierista e direttore d'orchestra.
Dopo aver militato per alcuni anni in questa nuova formazione "costola" dei New Trolls, se ne separa nuovamente per rifondare gli Ibis con una nuova formazione ribattezzata "Ibis Prog Machine". La band incide un nuovo brano, insieme a una moderna versione (ma con testo in inglese) del brano "Chi mi può capire", già nel repertorio dei New Trolls. Gli Ibis Prog Machine annunciano anche l'uscita di un nuovo album che però non ha visto la luce.
Nel 2011, auspice Gianni Belleno, dà vita a un progetto denominato inizialmente UT (Uno Tempore), appellativo che successivamente si assesta divenendo il predicato nominale della band (una delle tre sezioni in cui si è ormai scisso l'originario complesso dei New Trolls) ovvero New Trolls "UT", formazione costituita da validi musicisti (oltre Salvi e Belleno) che, in meno di sei anni, ha già pubblicato due album.
È stato per parecchi anni maestro di coro del Conservatorio "Niccolò Paganini di Genova", fino al 2019.